# Antonia Novello

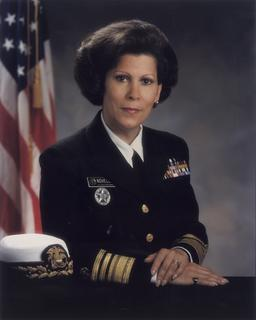
VADM Antonia Novello

Antonia Novello (* 23. August 1944 in Fajardo, Puerto Rico, Vereinigte Staaten) ist eine US-amerikanische Medizinerin und Hochschullehrerin. Sie war die erste Frau und die erste Hispanoamerikanerin, die als Surgeon General of the United States fungierte.

## Leben und Werk

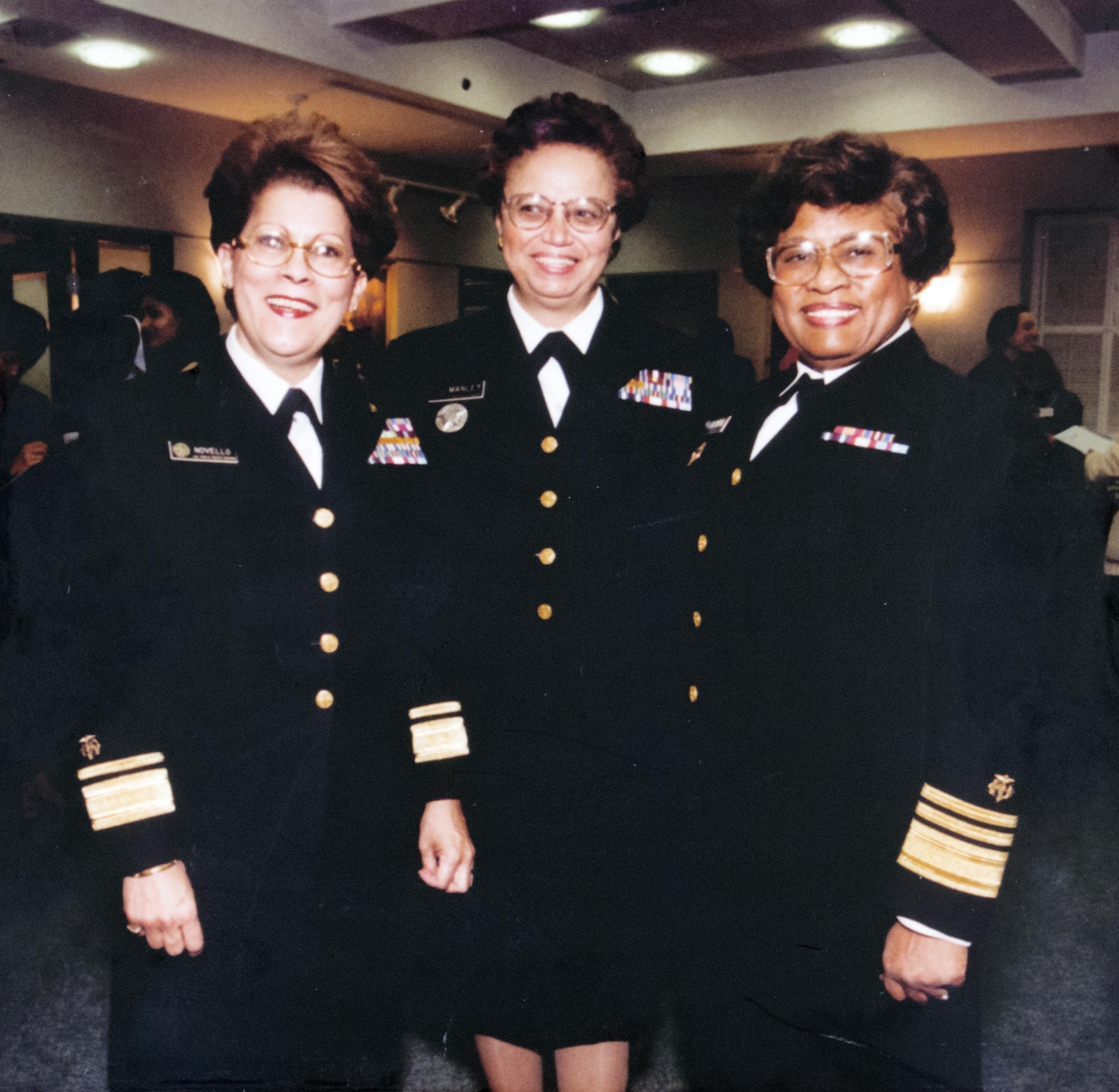
Antonia Coello Novello, Audrey Forbes Manley und Minnie Joycelyn Elders

Novello war das älteste von drei Kindern von Antonio Coello und der Lehrerin Ana Delia Coello. Bei Novello wurde bei ihrer Geburt ein angeborenes Megakolon diagnostiziert, was häufige Krankenhausaufenthalte und Operationen erforderlich machte. Novello schloss die High School im Alter von 15 Jahren ab und studierte anschließend an der Universität von Puerto Rico in Rio Pedras. Nachdem sie im Jahr 1965 ihr Grundstudium als auch 1970 ihre medizinische Ausbildung an der Universität von Puerto Rico abgeschlossen hatte, heiratete sie den späteren Psychiater, Autor und Medizinjournalisten Joseph R. Novello.
Sie zog mit ihrem Ehemann nach Ann Arbor in Michigan, wo sie im Jahr 1974 ihr Praktikum und ihre Facharztausbildung an der University of Michigan in Pädiatrie und 1976 mit einem Stipendium für pädiatrische Nephrologie an der Georgetown University absolvierte.

## Pädiatrische Nephrologin und Tätigkeiten im Gesundheitsdienst
Novello praktizierte zwei Jahre in einer Privatpraxis und trat im Jahr 1978 dem US Public Health Service Commissioned Corps bei und arbeitete für das National Institute of Arthritis, Metabolism and Digestive Disorders der National Institutes of Health. Als Mitglied des Kongresses war Novello 1982 und 1983 an der Ausarbeitung eines Bundesgesetzes für den Organ Transplantation Procurement Act von 1984 beteiligt, mit dem das nationale Register für den Organabgleich eingerichtet wurde. Sie half auch bei der Erstellung der Gesundheitswarnungen, die auf Zigarettenverpackungen angebracht wurden.
Im Jahr 1982 erwarb Novello einen Master-Abschluss in Public Health an der Johns Hopkins University und im Jahr 2000 ihren Doctor of Public Health. 1986 wurde sie klinische Professorin für Pädiatrie am Georgetown University Hospital und stellvertretende Direktorin des National Institute of Child Health and Human Development.

## 14. Surgeon General of the United States
Im Jahr 1990 ernannte Präsident George H. W. Bush sie zur 14. Surgeon General of the United States, der höchsten Gesundheitsbeamtin des Landes. Sie war die erste Frau und die erste hispanische Person, die als Surgeon General fungierte. Als Leiterin des öffentlichen Gesundheitsdienstes förderte sie eine Anti-Raucher-Kampagne, verbesserte die AIDS-Aufklärung und setzte sich für eine bessere Gesundheitsversorgung von Minderheiten, Frauen und Kindern ein. Sie förderte außerdem frühkindliche Gesundheitsinitiativen wie Verletzungsprävention und Impfungen und versuchte, das Bewusstsein für häusliche Gewalt in den USA zu schärfen. Während des Golfkriegs beschleunigte sie die Zulassung von Impfstoffen für Militärangehörige durch die Federal Drug Administration, wofür ihr später von General Colin Powell die militärische Auszeichnung Legion of Merit verliehen wurde.

## Weitere Aktivitäten
Novello trat 1993 als Surgeon General zurück und kehrte in den regulären Dienst des US Public Health Service zurück. Sie war drei Jahre lang Sonderbeauftragte des Kinderhilfswerks der Vereinten Nationen (UNICEF). Dort konzentrierte sie sich weiterhin auf die Gesundheitsprobleme von Frauen und Kindern und Jugendlichen auf der ganzen Welt.
In den Jahren 1996 bis 1999 war sie Gastprofessorin für Gesundheitspolitik und -management an der Johns Hopkins School of Health and Hygiene. Der Gouverneur von New York, George Pataki, ernannte Novello 1999 zur Gesundheitskommissarin des Bundesstaates und machte sie damit zur Leiterin der größten Gesundheitsbehörde des Landes. Nach ihrer Ernennung konzentrierte sie die Bemühungen der Abteilung auf die Verbesserung von Programmen wie Child Health Plus und Medicaid und auf die Gewährleistung einer erschwinglichen Gesundheitsversorgung für die Menschen in New York. Bis 2007 war sie als staatliche Gesundheitskommissarin tätig.
Von 2008 bis 2014 arbeitete Novello am Florida Hospital for Children in Orlando (Florida), wo sie als Exekutivdirektorin für öffentliche Gesundheitspolitik in den Ruhestand ging.
Im Jahr 2017 nahm Novello an einer Hilfsmission der Regierung teil, die nach dem Hurrikan Maria Hilfsgüter und medizinische Versorgung in ihre Heimat Puerto Rico brachte. 2021 verabreichte sie in San Juan Covid-19-Impfstoffe und forderte die Menschen auf, sich impfen zu lassen und Masken zu tragen, um die Ausbreitung des Virus zu verhindern.

## Auszeichnungen (Auswahl)
- 1983: Public Health Service Commendation Medal
- 1991: Hispanic Caucus Medal des Kongresses
- 1992: Order of Military Medical Merit Award
- 1994: Aufnahme in die National Women’s Hall of Fame[6]
- 2000: Aufnahme in die National Academy of Medicine
- 2002: James Smithson Bicentennial Medal, Smithsonian Institution
- Novello wurde mit 58 Ehrendoktortiteln ausgezeichnet